# La Revanche du Petit Chaperon rouge
Série
La Véritable Histoire du Petit Chaperon rouge
(2005)
Pour plus de détails, voir Fiche technique et Distribution.
La Revanche du Petit Chaperon rouge, ou La Vengeance du Petit Chaperon Rouge (titre du DVD), ou Le Retour du petit chaperon Rouge : La contre-attaque au Québec (Hoodwinked Too! Hood vs. Evil) est un long métrage d'animation américain-canadien réalisé par Mike Disa et sorti en 2011.
Produit par Kanbar Entertainment, c'est un film en images de synthèse qui forme la suite du film La Véritable Histoire du Petit Chaperon rouge, sorti en 2005. Comme son prédécesseur, le film met en scène des personnages directement inspirés des contes, comme Le Petit Chaperon rouge et le grand méchant loup. Néanmoins, contrairement au premier film, aucune voix initiale n'a été reprise dans ce second opus, la totalité des voix françaises ayant été changée, à l'inverse du film américain qui a privilégié la continuité.

## Synopsis
Le Petit Chaperon Rouge, Loup et Mère-Grand Puckett sont employés par Nicky Flippers, qui a créé et dirige désormais une agence d'espionnage ultra moderne nommée « Ils vécurent Heureux » (VO : Happily Ever After Agency). Leur mission est de délivrer Hansel et Gretel qui ont été enlevés par une méchante sorcière. La narration fait des clins d'œil à Mission impossible. Mais il se peut que les deux enfants ne soient pas si gentils que ça, et que la sorcière maléfique soit plus sympathique que prévu...

## Fiche technique
Sauf indication contraire, les informations mentionnées dans cette section peuvent être confirmées par la base de données cinématographiques IMDb,  présente dans la section « Liens externes ».
- Titre original : Hoodwinked Too! Hood vs. Evil
- Titre français : La Vengeance du Petit Chaperon rouge
- Titre québécois : Le retour du petit chaperon rouge : La contre-attaque
- Réalisateur : Mike Disa
- Studio de production : The Weinstein Company, Kanbar Entertainment, Arc Productions
- Sociétés de distribution : The Weinstein Company
- Pays de production :  États-Unis et  Canada
- Langue : Anglais
- Genre : Animation, comédie
- Format : Couleur - 35 mm - son Dolby Digital - rapport de forme : 1.85 : 1
- Durée : 87 minutes
- Dates de sortie :
  - États-Unis : 29 avril 2011
  - Canada : 29 avril 2011
  - France : 15 novembre 2011 (en DVD)

## Distribution

### Voix originales
- Hayden Panettiere : Red
- Patrick Warburton : Loup
- Glenn Close : Granny Abigail Puckett
- Joan Cusack : Verushka Van Vine
- Bill Hader : Hansel
- Amy Poehler : Gretel
- Cory Edwards : Twitchy Squirrel
- Cheech Marin : Mad Hog
- Tommy Chong : Stone
- Phil LaMarr : Wood
- David Ogden Stiers : Nicky Flippers
- Andy Dick : Boingo the Bunny
- Martin Short : Kirk Kirkkendall
- Benjy Gaither : Japeth
- Brad Garrett : The Giant
- Wayne Newton : Jimmy 10-Strings
- Debra Wilson : Iana

### Voix françaises
- Fanny Roy : Rouge
- Martin Spinhayer : Loup
- Carine Seront : Grand-mère Abigail Puckett
- Nicolas Dubois : Hansel
- Fabienne Loriaux : Gretel
- Alessandro Bevilacqua : Secousse
- Michel Hinderyckx : Moss
- Jean-Paul Dermont / Jean-Paul Dambermont : Nicky Flippers

### Voix québécoises
- Karine Vanasse : Rouge Puckett
- Pierre Lebeau : Loup
- Béatrice Picard : Grand-mère Puckett
- Élise Bertrand : Verushka Van Vine
- François Sasseville : Va-vite
- Stéphane Brulotte : Hansel
- Johanne Léveillé : Gretel
- Benoit Rousseau : Nicky Flippers
- Guy Nadon : Le Géant

Source : Doublage Québec